# Loving U
《Loving U》는 대한민국의 걸 그룹 씨스타의 섬머 스페셜 앨범이다. 로엔 엔터테인먼트를 통해 2012년 6월 28일 발매되었다. 앨범에는 "Loving U"와 "Holiday"
신곡 2곡과 씨스타의 이전 히트곡을 리믹스한 노래들이 수록되었다.

## 구성 및 배경
Loving U에는 신곡 "Loving U"와 "Holiday"을 포함해 씨스타의 히트곡인 "Push Push", 〈나혼자〉, "Ma Boy", 〈니까짓게〉, "So Cool"이 수록되었다. 신곡을 제외한 히트곡들은 음악 레이블인 파운데이션 레코드와의 콜라보레이션을 통해 작업되었다. "Loving U"는 이단옆차기가 만든 노래로, 기존의 씨스타 이미지를 벗고 상큼발랄하고 사랑스러운 이미지를 담아낼려고 노력한 노래이다. 씨스타는 큐트섹시한 컨셉에 맞춰 마카롱 색감의 러블리한 느낌과 유니크한 악세사리 등을 동원한 바캉스룩부터 마린걸룩을 선보였다. 또 다른 신곡 "Holiday"는 일렉트로닉 신스팝 장르의 곡이다.

## 뮤직비디오
"Loving U"의 뮤직비디오 하와이에서 주희선 감독이 맡아 촬영되었다. 뮤직비디오에는 경비행기와 유명 모델 등이 등장하며 2억원의 예산이 투입되었다. 2012년 6월 25일 스타쉽엔터테인먼트는 공식 유튜브 채널을 통해 "Loving You" 티저 영상을 공개했다. 이후 앨범 발매와 동시에 28일 공개되었다.

## 공연 활동
씨스타는 2012년 6월 28일 반얀트리 서울 야외 수영장에서 열리는 Mnet 20's Choice에서 처음으로 "Loving U" 공연을 했다. 다음 날인 6월 29일 상반기 결산 《뮤직뱅크》에 출연해 〈나혼자〉, "So Cool", 〈니까짓게〉와 "Loving U"를 선보이며 컴백 무대를 가졌다. 30일 《음악중심》에서도 〈나혼자〉, "So Cool", 〈니까짓게〉, "Loving U"로 컴백무대를 가졌다. 7월 1일 《인기가요》에서도 "So Cool", 〈니까짓게〉, "Loving U"로 컴백했다.

## 성적
씨스타는 바로 전에 발매한 미니앨범 "ALONE"으로 대한민국을 강타한 바 있다. 씨스타는 이 인기를 "러빙유"로 그대로 이어받았다. 각종 음원사이트에서는 러빙유가 씨스타의 인기곡 1위로 올라와 있고, 발매 당시에는 8대 음원사 1위를 싹쓸이하면서 음원 강자의 면모를 보였다. 심지어 "러빙유"는 엠카운트다운에서 대선배 슈퍼주니어를 누르면서 씨스타의 대 히트곡으로 자리잡았다.

## 수록곡
| #            | 제목                                        | 작사                | 작곡                       | 편곡  | 재생 시간 |
| ------------ | ------------------------------------------- | ------------------- | -------------------------- | ----- | --------- |
| 1.           | 〈Loving U〉                                | 이단옆차기          | 이단옆차기                 | 3:38  |           |
| 2.           | 〈Holiday〉                                 | 이단옆차기          | 이단옆차기, Ichiro Suezawa | 3:37  |           |
| 3.           | 〈Push Push〉 (DJ Rubato Remix)             | 용감한 형제         | 용감한 형제                | 3:32  |           |
| 4.           | 〈나혼자〉 (Alone) (Smells Remix)           | 용감한 형제         | 용감한 형제, 똘아이박      | 3:08  |           |
| 5.           | 〈Ma Boy〉 (Smells Remix)                   | 용감한 형제, 강정훈 | 용감한 형제                | 3:36  |           |
| 6.           | 〈니까짓게〉 (How Dare You) (Demicat Remix) | 용감한 형제         | 용감한 형제                | 4:25  |           |
| 7.           | 〈So Cool〉 (DJ Rubato Remix)               | 용감한 형제         | 용감한 형제                | 3:25  |           |
| 총 재생 시간 | 총 재생 시간                                | 총 재생 시간        | 총 재생 시간               | 25:21 |           |